# Holmgang

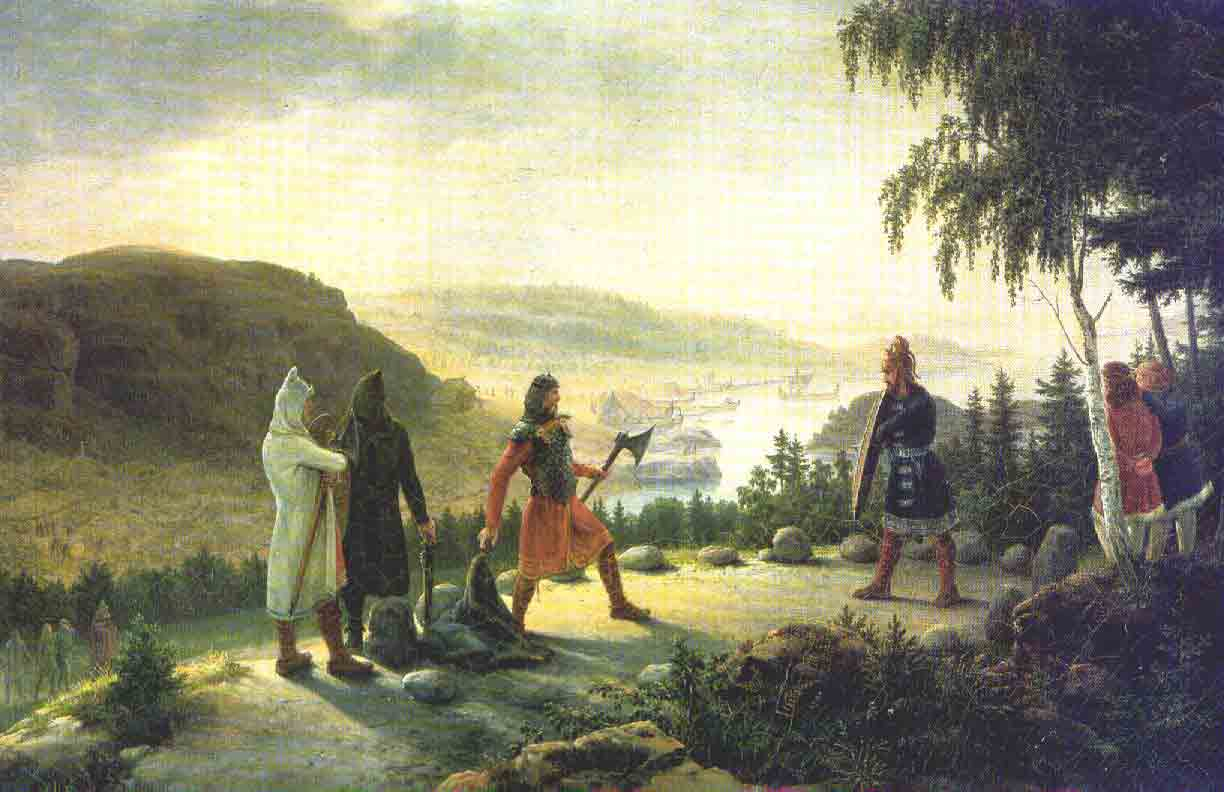
Johannes Flintoe: Egill Skallagrímsson začíná holmgang s Bergem-Önundrem

Holmgang (staroseversky a islandsky hólmganga, švédsky holmgång, dánsky a norsky holmgang) je souboj, praktikovaný starými seveřany. Jednalo se o celospolečensky uznávaný způsob řešení různých sporů.
Slovo holmgang může být doslovně přeloženo jako jít na ostrov. Pojmenování vychází ze skutečnosti, že se takové souboje odehrávaly na skrytých a odlehlých místech s menší plochou (typicky ostrůvek či skryté místo v lese).

## Historie
Fenomén severských soubojů se odehrával v období raného středověku, a byl původně spojen s obětí severským bohům. Na přelomu 10. a 11. století proběhly snahy souboje oprostit od obětí bohům a vytvořit pro ně obecně závazná pravidla. V roce 1006 byly tyto souboje postaveny mimo zákon na Islandu, roku 1014 v dnešním Norsku.
Teoreticky mohl každý vyzvat protistranu k holmgangu, bez ohledu na sociální status zúčastněných. Pádným důvodem pro jeho uskutečnění mohlo být pošlapání cti, nesplacení dluhu, právní nesouhlas s protistranou, úmysl pomoci manželce, příbuznému nebo touha pomstít přítele. Pokud byla vznesena výzva k souboji, bojovalo se obvykle 3-7 dní po jejím vyřčení. Takový souboj mohl v počátcích končit smrtí poraženého, později se bojovalo podle předem dohodnutých pravidel pro každý souboj zvlášť. Vítěz souboje si pak mohl nárokovat to, kvůli čemuž se holmgang odehrál.